# Nemoursia
Nemoursia là một chi rêu trong họ Conocephalaceae.